# Poecilocharax bovalii
Poecilocharax bovalii är en fiskart som beskrevs av Eigenmann, 1909. Poecilocharax bovalii ingår i släktet Poecilocharax och familjen Crenuchidae. Inga underarter finns listade i Catalogue of Life.